# Sandra Díaz
Sandra Díaz là một nữ diễn viên và người mẫu người Venezuela.

## Sự nghiệp
Díaz lần đầu xuất hiện trên truyền hình vào năm 10 tuổi, trong chương trình thiếu nhi của Televen Taima. Năm 16 tuổi, cô được chọn tham gia telenovela RCTV La trepadora và sang Pháp. Năm 2009, cô ở Calle luna, Calle sol trong vai Valerie Hidalgo Arriaga. Từ năm 2012, cô đã thu âm Nacer contigo, vở opera xà phòng đầu tiên với độ nét cao được sản xuất tại Venezuela. Năm 2013, cô tham gia Las Bandidas, một telenovela do RCTV và Televisa sản xuất. Năm 2014, cô tham gia dàn diễn viên định kỳ của loạt phim truyền hình El Señor de los Cielos, do Telemundo sản xuất.

## Đóng phim
| Năm       | Chức vụ                   | Tính cách               | Ghi chú                                           |
| --------- | ------------------------- | ----------------------- | ------------------------------------------------- |
| 2008      | La trepadora              | Pháp                    | Nhân vật phản diện                                |
| 2009      | Calle luna, Calle sol     | Valerie Hidalgo Arriaga | Vai trò hỗ trợ                                    |
| 2010      | Que el cielo tôi khám phá | Mayté Sanabria          | Vai trò hỗ trợ                                    |
| 2011      | La Banda                  | Suxy                    | Vai trò hỗ trợ                                    |
| 2012      | Nacer contigo             | Areusa Rodríguez        | Vai trò hỗ trợ                                    |
| 2013      | Las Bandidas              | Betsabe                 | Vai trò hỗ trợ                                    |
| 2014-2015 | El Señor de los Cielos    | Irma Sofía Veracierta   | Phần 2 (định kỳ; 42 tập) Phần 3 (định kỳ; 16 tập) |